# Nikolai Nikolajewitsch Tschernezki
Nikolai Nikolajewitsch Tschernezki (russisch Николай Николаевич Чернецкий, engl. Transkription Nikolay Chernetskiy; * 29. November 1959 in Frunse, Kirgisische SSR, Sowjetunion) ist ein ehemaliger sowjetischer Leichtathlet, dessen Spezialdisziplin der 400-Meter-Lauf war.

## Karriere
Tschernezki konnte über seine Spezialstrecke drei internationale Einzelmedaillen gewinnen:
- Leichtathletik-Weltcup 1979 in Montreal: Silber in 46,06 s hinter El Kashief Hassan aus dem Sudan (Gold in 45,39 s) und vor Tony Darden aus den Vereinigten Staaten (USA) (Bronze in 46,12 s)
- Europa-Cup 1979 in Turin: Silber in 45,70 s hinter Harald Schmid (Gold in 45,31 s) und vor dem Polen Ryszard Podlas (Bronze in 46,11 s)
- Halleneuropameisterschaften 1980 in Sindelfingen: Gold in 46,29 s vor Karel Kolář aus der Tschechoslowakei (Silber in 46,55 s) und Remigijus Valiulis aus der Sowjetunion (Bronze in 46,75 s).

Außerdem wurde er 1978 in der Halle und 1980 im Freien Sowjetischer Meister.
Bei den Olympischen Spielen 1980 in Moskau war er Mitglied der sowjetischen Mannschaft in der 4-mal-400-Meter-Staffel, die in der Besetzung Remigijus Valiulis, Michail Linge, Tschernezki und Wiktor Markin antrat und sich in 3:01,1 min die Goldmedaille vor der DDR (Silber in 3:01,3 min) und Italien (Bronze in 3:04,3 min) holte. Das Team profitierte von der Abwesenheit der USA, die die Spiele in Moskau boykottierten.
Auch in den Einzelwettkämpfen über 400 Meter ging Tschernezki an den Start, schied jedoch im Halbfinale aus.
Nach 1980 wurde es still um ihn. In der Stafette der UdSSR, die bei den Europameisterschaften 1982 in Athen Bronze gewann, war er nicht vertreten. 1983 jedoch, bei den Weltmeisterschaften in Helsinki, trat er noch einmal in Erscheinung, als er zusammen mit Sergei Lowatschow, Aljaksandr Traschtschyla und Markin – Tschernezki startete als dritter Läufer – in 3:00,79 min Staffelgold vor der DDR (Silber in 3:01,83 min) und dem Vereinigten Königreich (Bronze in 3:03,53 min) gewann.

## Persönliche Bestzeiten
- 400 m: 45,12 s, 9. September 1979, Mexiko-Stadt
  - Halle: 46,29 s, 2. März 1980, Sindelfingen